# Cyperus floridanus
Cyperus floridanus är en halvgräsart som beskrevs av Nathaniel Lord Britton. Cyperus floridanus ingår i släktet papyrusar, och familjen halvgräs. Inga underarter finns listade i Catalogue of Life.